# Maníaco do Telefone
Edinei Honorato Lopes, vulgo "Maníaco do Telefone" ou "Mosquito", é um criminoso conhecido na Região Centro-Oeste do Brasil por ter cometido crimes de ameaça à mulheres jovens com intuito de furtar imagens íntimas das vítimas do sexo feminino, assédio sexual, relacionamento sexual forçado e pornografia infantil na Década de 2010.

## Histórico
O primeiro crime cometido por Edinei Honorato Lopes foi denunciado em 2013, na época as vítimas eram mulheres jovens evangélicas fiéis da Igreja Assembleia de Deus em Cuiabá, na qual elas eram coagidas e ameaçadas de morte para conseguir imagens de nudez das vítimas, além de obrigar as vítimas a fazerem atos libidinosos com o criminoso. Na época o criminoso trabalhava como pedreiro numa obra da Igreja Assembleia de Deus e se passou por produtor musical evangélico para apanhar as mulheres jovens, resultando em 25 vítimas em setembro de 2013, quando foi preso pela primeira vez.